# 過ぎ
| ウィキペディアには「過ぎ」という見出しの百科事典記事はありません（タイトルに「過ぎ」を含むページの一覧/「過ぎ」で始まるページの一覧）。 代わりにウィクショナリーのページ「過ぎ」が役に立つかもしれません。 |